# Jennifer 8
Jennifer 8 (ang. Jennifer Eight) – amerykański thriller z 1992 roku.

## Obsada
- Andy García - John Berlin
- Uma Thurman - Helena Robertson
- John Malkovich - St. Anne
- Lance Henriksen - Freddy Ross
- Graham Beckel - John Taylor
- Kathy Baker - Margie Ross
- Kevin Conway - Citrine
- Perry Lang - Travis
- Nicholas Love - Bisley
- Michael O’Neill - Serato
- Debbon Ayer - Amanda
- Bryan Larkin - Bobby Rose
- Lenny von Dohlen - Blattis
- Paul Bates - Venables
- Bob Gunton - Goodridge
- Frank Birney - Ekspert
- Carol Schneider - Ann
- Ken Camroux - Patolog
- Joe Drago - Asystent St. Anne